# Phippsiella abyssicola
Phippsiella abyssicola är en kräftdjursart som beskrevs av Oldevig 1959. Phippsiella abyssicola ingår i släktet Phippsiella och familjen Stegocephalidae. Inga underarter finns listade i Catalogue of Life.